# تفاعل أكابوري للأحماض الأمينية
هناك العديد من تفاعلات اكابوري للأحماض الأمينية1.
1. ففي الأول الفا-حمض اميني يؤكسد بالحرارة مع عامل مؤكسد. مثال: السكر.

2. وفي الثاني الفا-حمض اميني مع الاسترات يختزلون ملغمة الصوديوم مع حمض الكلور الإيثانولي ليعطي الفا-الديهايد اميني.